# Argentina en la Copa Mundial de Fútbol de 1966
La Selección de Argentina fue una de las 16 participantes de la Copa Mundial de Fútbol de 1966, que se disputó en Inglaterra. Argentina fue eliminada en cuartos de final ante Inglaterra
El entrenador era Juan Carlos Lorenzo y el capitán era Antonio Rattín.

## Preparación
Argentina comenzó el ciclo mundialista dirigida por Horacio Amable Torres, que, con 36 años, fue el entrenador más joven en hacerse cargo de la selección argentina. Horácio entrenó al equipo en el Campeonato Sudamericano 1963, torneo en el cual Chile y Uruguay no participaron, y Argentina y Brasil enviaron un equipo alternativo. Argentina terminó en tercer lugar. Luego Argentina perdió la Copa Roca de 1963 ante Brasil.
En 1964, Horacio fue sustituido por José María Minella, que logró una sorprendente victoria sobre el Brasil de Pelé en la Copa de las Naciones (1964) y clasificó a Argentina para la Copa Mundial de Fútbol de 1966.

## Clasificación
El seleccionado argentino al finalizar las clasificatorias sudamericanas consiguió el primer puesto en su grupo y consiguió la clasificación directamente a la Copa Mundial de Fútbol de 1966.

### Grupo 3
| Equipo    | Pts | PJ | PG | PE | PP | GF | GC | Dif |
| --------- | --- | -- | -- | -- | -- | -- | -- | --- |
| Argentina | 7   | 4  | 3  | 1  | 0  | 9  | 2  | 7   |
| Paraguay  | 3   | 4  | 1  | 1  | 2  | 3  | 5  | -2  |
| Bolivia   | 2   | 4  | 1  | 0  | 3  | 4  | 9  | -5  |

| Fecha                | Lugar        | Partido   | Partido | Partido | Partido | Partido   |
| -------------------- | ------------ | --------- | ------- | ------- | ------- | --------- |
| 25 de julio de 1965  | Asunción     | Paraguay  |         | 2:0     |         | Bolivia   |
| 1 de agosto de 1965  | Buenos Aires | Argentina |         | 3:0     |         | Paraguay  |
| 8 de agosto de 1965  | Asunción     | Paraguay  |         | 0:0     |         | Argentina |
| 17 de agosto de 1965 | Buenos Aires | Argentina |         | 4:1     |         | Bolivia   |
| 22 de agosto de 1965 | La Paz       | Bolivia   |         | 2:1     |         | Paraguay  |
| 29 de agosto de 1965 | La Paz       | Bolivia   |         | 1:2     |         | Argentina |

### Goleadores
| N.° | Jugador       | Goles | PJ |
| --- | ------------- | ----- | -- |
| 1.° | Luis Artime   | 3     | 3  |
|     | Ermindo Onega | 3     | 4  |
| 2.° | Raúl Bernao   | 2     | 3  |

A fines de 1965, la AFA creó un nuevo triunvirato con Osvaldo Zubeldía, Antonio Faldutti y Carmelo Faraone. Tres jóvenes entrenadores con ideas modernas. Desde el 1 de febrero de 1966, un grupo de 28 jugadores empezó a entrenarse. Pero la AFA consideraba sólo Zubeldia el técnico, Faldutti sería un simple asistente. Enojado, después de un mes de entrenamiento, Faldutti anunció su alejamiento, Zubeldía presentó la renuncia por una cuestión ética.
Boca Juniors ofreció su cuerpo técnico para tapar el bache, por lo que Adolfo Pedernera dirigió unos entrenamientos, hasta que la AFA recurrió otra vez a Juan Carlos Lorenzo, que había dirigido a Argentina en el Mundial de 1962 y se encontraba en Italia. Lorenzo nombró 25 jugadores, 14 de los cuales ya venían trabajando bajo las órdenes de Zubeldía, y partió hacia Europa.
La gira previa al torneo fue desastrosa. Con la goleada adversa contra Italia (0-3). La revista El Gráfico se preguntó en un editorial: “¿Vamos a Londres o volvemos a Suecia?”  en alusión al Desastre de Suecia. Valentín Suárez, un dirigente de Banfield que había dirigido la AFA entre 1949 y 1953, de clara afinidad con el peronismo, fue nombrado interventor de la AFA y en ese carácter viajó Europa a toda prisa para hacer frente a la situación. 
José Pastoriza y Antonio Ubaldo Rattín se habrían peleado en el vestuario. El grupo estaba descontento con los métodos de Lorenzo. Entre las quejas estaban que el entrenador sólo daba órdenes en italiano para impresionar a la prensa europea, que no definía la plantilla y que había demasiados entrenamientos contra equipos amateurs. Valentín Suárez se reunió con los jugadores, Lorenzo definió la plantilla para el Mundial y se calmaron los ánimos.

## Campaña

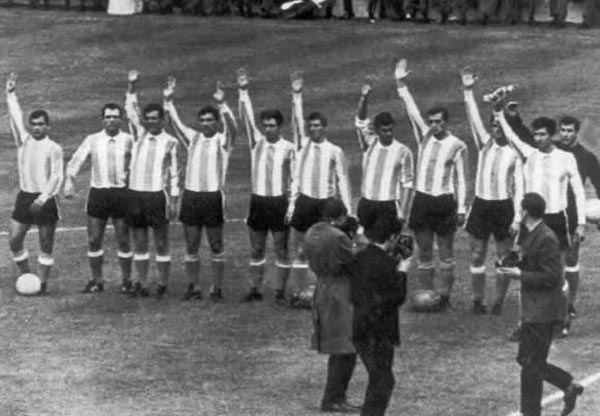
La selección argentina saluda a la multitud durante el partido contra España en el Mundial de 1966 disputado en Inglaterra.

En su primer partido, Argentina se impuso a  España por 2-1. España era el vigente campeón de la Eurocopa 1964. Pase de Jorge Solari a Luis Artime abrió el marcador a los 65 minutos. Pirri empató en el minuto 71 al disputar un balón aéreo con Antonio Roma. Pase de Ermindo Onega a Luis Artime en el minuto 79 selló la victoria argentina.
En el segundo partido, empató a cero con Alemania, con un hombre menos. “Un buen resultado sería no perder”, dijo Juan Carlos Lorenzo en la previa del choque. Faltando veinte minutos, Rafael Albretch le pegó un patadón a Uwe Seeler lo que provocó que el árbitro yugoslavo le expulsara. El tucumano se hacía el que no entendía y no se iba. Pasaban los minutos. El capitán argentino, Antonio Rattin, aprovechó para ensayar todo el repertorio que unos días más tarde lo consagraría frente a Inglaterra en Wembley. Gesticuló, pidió el intérprete, entró la policía. El empate en cero y con un hombre menos fue caracterizado casi como una hazaña por la prensa de la época.
Na terceira partida, a Argentina derrotou a Suiza por 2 a 0, y se clasificó así para los octavos de final del Mundial por primera vez desde 1930. A los 5 minutos del segundo tiempo Luis Artime, tras desborde del Jorge Solari, puso el 1 a 0.  Pelota de Alberto González a Ermindo Onega faltando diez minutos 2 a 0. Osvaldo Ardizzone escribió para El Gráfico: "No se jugó bien. Pesó en exceso la responsabilidad del partido. La figura de Marzolini, la seguridad de Roma y la confirmación de Perfumo. Dos goles que pudieron ser cinco... Se ganó y solo importaba el resultado. Desde Montevideo (30) a Shefflied (66) necesitamos 36 años para pasar a los 4tos de final de un Mundial. Misión cumplida.". Roberto Perfumo: "Suiza tenía un esquema muy defensivo, con dos líneas de cuatro cercanas entre sí. Y a nosotros nos costó abrir el partido.". Perfumo recordó que el arquero suizo Eichmannn "era un tipo grandote, imposible de olvidar, porque chocó de lleno con su último defensor y quedó casi desmayado.".
En cuartos de final, Argentina se enfrentó a la selección local, Inglaterra, y perdió 1-0 en un partido polémico. La defensa argentina fue capaz de contener a los ingleses. Pero en el minuto 35 se produjo la jugada que cambiaría la historia del partido. Moore y Hunt encabezaron un avance, Perfumo le cometió falta a Hunt cerca del área, Moore la entregó para Bobby Charlton y su remate salió apenas desviado. Rattín, el capitán argentino, le reclamó al árbitro una falta anterior y el alemán lo expulsó. El partido se detuvo durante ocho minutos, mientras el Rata pedía la aparición del intérprete apostado a un costado del campo. Los simpatizantes ingleses se enardecieron porque Rattín salió del campo y se sentó en la alfombra roja de la reina. 
Según Silvio Marzolini: "Antes del partido, Valentín Suárez nos reunió y nos explicó que el capitán del equipo tenía derecho para pedir un traductor, un intérprete para conversar con el árbitro. Nos perjudicaron, es verdad. Pero nuestro error fue que entramos a la cancha pensando demasiado en el arbitraje." Después del partido, el técnico inglés Alf Ramsey hizo una declaración controvertida: "Jugamos bien contra personas, no contra quienes juegan como animales".
En una entrevista en 2016, Antonio Rattin recordó: "Yo veía que cobraba todo a favor de Inglaterra este señor alemán. Bah, señor no. Retiro lo dicho. Este guacho les daba todo a ellos: corners, foules. Hasta inventaba manos. Todo para los locales. Ante eso le muestro el brazalete de capitán y durante varios minutos le pido un intérprete para pedirle explicaciones. Entonces me acuerdo que a los 35 minutos del primer tiempo Roma saca una pelota del arco, se la pasa a Marzolini a la izquierda. Yo le insisto al juez con que entre un intérprete y me expulsa. No lo podía creer. Me quedé parado en el medio del campo y mis compañeros me rodearon para que no me echen. Pero entonces entró el vicepresidente de la FIFA y varios dirigentes más. Y no tuve otra que irme al vestuario.". Rattin prosseguió: "Era tan injusta la expulsión, que de la bronca voy y me siento en la alfombra roja del palco de la Reina. Ella no estaba en el estadio, pero igual me senté unos cinco minutos ahí. Después me levanté y me fui para el vestuario, que estaba atrás del arco. No había túnel. Mientras caminaba veía que los hinchas me tiraban chocolate aireado, que para mí era toda una novedad. Nosotros no los conocíamos todavía. Yo abría el envoltorio, masticaba un poco y se los devolvía. Entonces llegué a la esquina del campo y veo que en los postes de los corners flameaba una banderita británica. Y la retorcí toda con la mano, miré a los hinchas y les dije: "Ingleses hijos de...". Se ve que se habían acabado los chocolates porque ahí empezaron a tirarme latas de cerveza cerradas. Entonces, medio que salgo corriendo para evitar que me pegue una lata en la cabeza."
Argentina fue superada en el juego y terminó perdiendo por un gol del delantero Hurst, de cabeza. Roberto Perfumo: "Hurst era muy fuerte, muy rápido, un tipo de insistir en el área. Creo que me faltó distancia para cabecear, yo no era un buen cabeceador, nunca lo fui y el tipo me cabeceó, cuando la pelota me pasó dije ‘gol, la puta que lo parió’".

## Repercusiones
La eliminación de Argentina fue recibida por la prensa local con muchas críticas a la organización del Mundial. 
La victoria habría coronado el "plan" para arrebatar la Copa a Sudamérica. Además de la derrota de Argentina ante Inglaterra, Uruguay fue eliminada por Alemania en otro partido polémico en el que los uruguayos sufrieron dos expulsiones. Brasil ya se había quejado de que el árbitro había sido condescendiente con el juego violento contra Pelé.
El brasileño João Havelange, que llegaría a ser presidente de la FIFA entre 1974 y 1998, se sumó a las críticas: "Alemania jugó con Uruguay y el árbitro era inglés. Argentina jugó con Inglaterra y el árbitro era alemán. ¿Cuál fue la final? Inglaterra y Alemania".
Se considera que la expulsión de Rattin fue el motivo por el que la FIFA adoptó el sistema de tarjetas amarillas y rojas en el fútbol, que se pondría en práctica en el siguiente Mundial.
A pesar de la decepción por la eliminación, la prensa argentina consideró la participación como una "misión cumplida", ya que fue la mejor campaña del equipo desde el Mundial de 1930.
Según Silvio Marzolini en 1968: "el unico equipo que era superior fue el aleman, sin duda el mejor de todos, pero todavia pienso que con el resto andabamos parejos" El mismo Marzolini en 2014: "estábamos para más porque además no había en el campeonato un equipo superior. Eramos todos muy parejos los que llegamos a los cuartos de final. Nosotros teníamos a Ermindo Onega, un auténtico crack.". Luis Artime: "Entramos pensando en ganar, Alemania era mucho más equipo que Inglaterra y le habíamos empatado en la primera ronda." Jorge Solari: "[Juan Carlos] Lorenzo sabía lo elemental; contra Inglaterra nos pidió que no nos dejáramos apurar, que hiciéramos todo más lento, para sacarle ritmo. [Antonio] Rattín iba tranquilo y de golpe el alemán [el árbitro Rudolf Kreitlein] lo echó sin haberlo advertido. No concebíamos una expulsión así.". Juan Carlos Lorenzo: "Jugamos un fútbol importante y tuvimos a un gran Ermindo Onega. La expulsión de Rattín contra Inglaterra contribuyó a que el equipo midiera sus espacios. Jugar en la casa de ellos y con un árbitro como el que nos tocó no era para dar ventajas." Antonio Rattín: "Fue la mejor selección que integré. Pero de aquel torneo para atrás, los que organizaban los Mundiales tenían prácticamente garantizado llegar a la final. Y era muy difícil pelear contra eso.".
Según Juan Carlos Lorenzo: "El conjunto que llevé a Inglaterra era muy bueno. Tenía grandes jugadores y una fuerte personalidad, citaré como ejemplo a ‘El Mariscal’ Roberto Perfumo, uno de los más destacados. En el partido frente a Alemania,la lluvia complicó todo. El esquema defensivo argentino funcionó en forma brillante. Solari en el medio y Perfumo impedía las maniobras de Beckenbauer. El extraordinario Mariscal evitó un gol hecho, la sacó de la línea con una chilena, muy festejada por la gente. El empate en cero fue un negocio para los dos”.
Para el director de la revista El Gráfico, Carlos Fontanarrosa: "Hasta enfrentar a Suiza, Argentina fue un equipo. Luego otro. En los dos primeros partidos especuló con fuerza, decisión y circulación, pero siempre con la mira puesta en el arco contrario, escapando a la primera oportunidad, sin engolosinamientos y sin brillo, pero con la vista y el pensamiento puestos en “llegar”. Tal como lo hizo en la Copa de las Naciones, usó sus fuerzas en la medida que éstas podían estirarse. [Contra Inglaterra] A no ser la línea de cuatro, casi impecable, el fútbol que jugó Argentina perdió su condición esencial: la especulación no fue un medio sino un fin. No se jugó para “llegar”. Ante un rival casi entregado. Se tejió la interminable trenza de la nada futbolística. Que enreda el impulso, que no deja lugar para la audacia ni el coraje. Pocas veces tendrá Argentina una posibilidad de triunfo sensacional como la que tuvo en Wembley." El periodista también criticó al juez: "Era un árbitro asustado, queremos creer, pero fue un irritante elemento dentro de la cancha, puesto que teatralizó cada sanción contra los argentinos y fue impasible con los ingleses. Estos cometieron 33 fouls. Los argentinos 19.".
Silvio Marzolini fue el primer jugador argentino en integrar el equipo ideal de la Copa Mundial desde 1930: "Cuando volví del Mundial 1966 decían que era lindo y entonces me convocaron a publicidades y películas. En Cuando los hombres hablan de mujeres me di el gusto de trabajar con Luis Sandrini y Beatriz Taibo y Enzo Viena”. 

## Plantel
Los datos corresponden a situación previo al inicio del torneo.
| #  |  | Nombre              | Posición      | Edad | PJ Sel | Club          |
| -- |  | ------------------- | ------------- | ---- | ------ | ------------- |
| 1  |  | Antonio Roma        | Arquero       | 33   |        | Boca Juniors  |
| 2  |  | Rolando Hugo Irusta | Arquero       | 28   |        | Lanús         |
| 3  |  | Hugo Gatti          | Arquero       | 21   |        | River Plate   |
| 4  |  | Roberto Perfumo     | Defensor      | 23   |        | Racing Club   |
| 5  |  | José Varacka        | Defensor      | 34   |        | San Lorenzo   |
| 6  |  | Oscar Calics        | Defensor      | 26   |        | San Lorenzo   |
| 7  |  | Silvio Marzolini    | Defensor      | 25   |        | Boca Juniors  |
| 8  |  | Roberto Ferreiro    | Defensor      | 31   |        | Independiente |
| 9  |  | Carmelo Simeone     | Defensor      | 31   |        | Boca Juniors  |
| 10 |  | Antonio Rattín      | Mediocampista | 29   |        | Boca Juniors  |
| 11 |  | José Omar Pastoriza | Mediocampista | 24   |        | Independiente |
| 12 |  | Rafael Albrecht     | Defensor      | 24   |        | San Lorenzo   |
| 13 |  | Nelson López        | Defensor      | 24   |        | Banfield      |
| 14 |  | Mario Chaldú        | Delantero     | 23   |        | San Lorenzo   |
| 15 |  | Jorge Solari        | Mediocampista | 24   |        | River Plate   |
| 16 |  | Alberto González    | Mediocampista | 24   |        | Boca Juniors  |
| 17 |  | Juan Carlos Sarnari | Mediocampista | 24   |        | River Plate   |
| 18 |  | Alfredo Rojas       | Delantero     | 29   |        | Boca Juniors  |
| 19 |  | Luis Artime         | Delantero     | 27   |        | Independiente |
| 20 |  | Ermindo Onega       | Mediocampista | 26   |        | River Plate   |
| 21 |  | Oscar Más           | Delantero     | 19   |        | River Plate   |
| 22 |  | Aníbal Tarabini     | Delantero     | 21   |        | Independiente |
| DT |  | Juan Carlos Lorenzo |               |      |        |               |

## Participación
- Los horarios son correspondientes a la hora de verano del Reino Unido (UTC+1).

### Partidos
| Fecha       | Lugar      | Instancia        |                  |                       | Resultado |                      |           |
| ----------- | ---------- | ---------------- | ---------------- | --------------------- | --------- | -------------------- | --------- |
| 13 de julio | Birmingham | Fase de grupos   | Argentina        | Bandera de Argentina  | 2:1 (0:0) | Bandera de España    | España    |
| 16 de julio | Birmingham | Fase de grupos   | Alemania Federal | Bandera de Alemania   | 0:0       | Bandera de Argentina | Argentina |
| 19 de julio | Sheffield  | Fase de grupos   | Argentina        | Bandera de Argentina  | 2:0 (0:0) | Bandera de Suiza     | Suiza     |
| 23 de julio | Londres    | Cuartos de final | Inglaterra       | Bandera de Inglaterra | 1:0 (0:0) | Bandera de Argentina | Argentina |

### Primera fase - Grupo 2
| Selección        | Pts | PJ | PG | PE | PP | GF | GC | Dif |
| ---------------- | --- | -- | -- | -- | -- | -- | -- | --- |
| Alemania Federal | 5   | 3  | 2  | 1  | 0  | 7  | 1  | 6   |
| Argentina        | 5   | 3  | 2  | 1  | 0  | 4  | 1  | 3   |
| España           | 2   | 3  | 1  | 0  | 2  | 4  | 5  | −1  |
| Suiza            | 0   | 3  | 0  | 0  | 3  | 1  | 9  | −8  |

|  | Clasificados a la segunda fase. |

#### Argentina vs. España
| 13 de julio, 19:30 | Argentina      | 2:1 (0:0) | España    | Villa Park, Birmingham                                                     |                                                                            |
|                    | Artime 65' 79' | Reporte   | Pirri 71' | Asistencia: 42 738 espectadores Árbitro(s): Dimitar Roumentchev (Bulgaria) | Asistencia: 42 738 espectadores Árbitro(s): Dimitar Roumentchev (Bulgaria) |

#### Alemania Federal vs. Argentina
| 16 de julio, 15:00 | Alemania Federal | 0:0     | Argentina | Villa Park, Birmingham                                                      |                                                                             |
|                    |                  | Reporte |           | Asistencia: 46.587 espectadores Árbitro(s): Konstantin Zecevic (Yugoslavia) | Asistencia: 46.587 espectadores Árbitro(s): Konstantin Zecevic (Yugoslavia) |

#### Argentina vs. Suiza
| 19 de julio, 19:30 | Argentina              | 2:0 (0:0) | Suiza | Estadio Hillsborough, Sheffield                                                 |                                                                                 |
|                    | Artime 53' · Onega 81' | Reporte   |       | Asistencia: 32.127 espectadores Árbitro(s): Fernandes Joaquim Campos (Portugal) | Asistencia: 32.127 espectadores Árbitro(s): Fernandes Joaquim Campos (Portugal) |

### Cuartos de final

#### Argentina vs. Inglaterra
| 23 de julio, 15:00 | Inglaterra | 1:0 (0:0) | Argentina | Estadio de Wembley, Londres                                                     |                                                                                 |
|                    | Hurst 78'  | Reporte   |           | Asistencia: 90.584 espectadores Árbitro(s): Rudolf Kreitlein (Alemania Federal) | Asistencia: 90.584 espectadores Árbitro(s): Rudolf Kreitlein (Alemania Federal) |

## Participación de jugadores
|    | Pos            | Jugador             | Equipo        | PJ | Goles |
| -- | -------------- | ------------------- | ------------- | -- | ----- |
| 1  | Guardameta     | Antonio Roma        | Boca Juniors  | 4  | 0     |
| 2  | Guardameta     | Rolando Irusta      | Lanús         | 0  | 0     |
| 3  | Guardameta     | Hugo Gatti          | River Plate   | 0  | 0     |
| 4  | Defensa        | Roberto Perfumo     | Racing Club   | 4  | 0     |
| 5  | Defensa        | José Varacka        | San Lorenzo   | 0  | 0     |
| 6  | Defensa        | Oscar Calics        | San Lorenzo   | 1  | 0     |
| 7  | Defensa        | Silvio Marzolini    | Boca Juniors  | 4  | 0     |
| 8  | Defensa        | Roberto Ferreiro    | Independiente | 4  | 0     |
| 9  | Defensa        | Carmelo Simeone     | Boca Juniors  | 0  | 0     |
| 10 | Centrocampista | Antonio Rattín      | Boca Juniors  | 4  | 0     |
| 11 | Centrocampista | José Pastoriza      | Independiente | 0  | 0     |
| 12 | Defensa        | Rafael Albrecht     | San Lorenzo   | 3  | 0     |
| 13 | Defensa        | Nelson López        | Banfield      | 0  | 0     |
| 14 | Delantero      | Mario Chaldú        | San Lorenzo   | 0  | 0     |
| 15 | Centrocampista | Jorge Solari        | River Plate   | 4  | 0     |
| 16 | Centrocampista | Alberto González    | Boca Juniors  | 4  | 0     |
| 17 | Centrocampista | Juan Carlos Sarnari | River Plate   | 0  | 0     |
| 18 | Delantero      | Alfredo Rojas       | Boca Juniors  | 0  | 0     |
| 19 | Delantero      | Luis Artime         | Independiente | 4  | 3     |
| 20 | Centrocampista | Ermindo Onega       | River Plate   | 4  | 1     |
| 21 | Delantero      | Oscar Más           | River Plate   | 4  | 0     |
| 22 | Delantero      | Aníbal Tarabini     | Independiente | 0  | 0     |

### Goleadores
| N.° | Jugador       | Goles | PJ |
| --- | ------------- | ----- | -- |
| 1.° | Luis Artime   | 3     | 4  |
| 2.° | Ermindo Onega | 1     | 4  |

### Asistentes
| N.° | Jugador                | Asistencias | PJ |
| --- | ---------------------- | ----------- | -- |
| 1.° | Ermindo Onega          | 2           | 4  |
| 2.° | Alberto Mario González | 1           | 4  |
|     | Jorge Solari           | 1           | 4  |